# Лучано Сола
Лучано Сола (італ. Luciano Sola, нар. 5 березня 1959, Сереньо) — італійський футболіст, що грав на позиції півзахисника, зокрема за «Реджяну», «Барі», «Наполі» та «Падову».

## Ігрова кар'єра
Народився 5 березня 1959 року в місті Сереньо. Вихованець футбольної школи «Мілана». У дорослому футболі дебютував 1975 року виступами за команду «Сереньо». 
Згодом з 1979 по 1983 рік грав за «Реджяну», після чого став гравцем «Барі». Відіграв за команду з Барі наступні три сезони своєї ігрової кар'єри. Більшість часу, проведеного у складі «Барі», був основним гравцем команди.
1986 року уклав контракт з клубом «Наполі», у складі якого провів наступні два роки своєї кар'єри як гравець ротації. За результатами сезону 1986/87 допоміг «Наполі» зробити «золотий дубль», вигравши чемпіонат Італії та Кубок країни.
З 1988 року три сезони захищав кольори «Падови», після чого протягом року захищав кольори клубу «Фано».
Завершив ігрову кар'єру у нижчоліговій «Капріоло», за яку виступав протягом 1992—1995 років.

## Титули і досягнення
- Чемпіон Італії (1):

«Наполі»: 1986-1987
- Володар Кубка Італії (1):

«Наполі»: 1986-1987